# Europamästerskapen i friidrott 2024 – Damernas 400 meter häck
Damernas 400 meter häck vid europamästerskapen i friidrott 2024 avgjordes mellan den 9 och 11 juni 2024 på Olympiastadion i Rom i Italien.
Guldet togs av nederländska Femke Bol efter ett lopp på 52,49 sekunder, vilket blev ett nytt mästerskapsrekord och världsårsbästa. Silvret togs av franska Louise Maraval och bronset togs av nederländska Cathelijn Peeters.

## Rekord
| Rekord inför EM 2024 | Rekord inför EM 2024            | Rekord inför EM 2024 | Rekord inför EM 2024   | Rekord inför EM 2024 |
| -------------------- | ------------------------------- | -------------------- | ---------------------- | -------------------- |
| Världsrekord         | Sydney McLaughlin (USA)         | 50.68                | Eugene, USA            | 22 juli 2022         |
| Europarekord         | Femke Bol (NED)                 | 51,45                | London, Storbritannien | 23 juli 2023         |
| Mästerskapsrekord    | Femke Bol (NED)                 | 52.67                | München, Tyskland      | 19 augusti 2022      |
| Världsårsbästa       | Sydney McLaughlin-Levrone (USA) | 52,70                | Atlanta, USA           | 31 maj 2024          |
| Europaårsbästa       | Femke Bol (NED)                 | 53,07                | Stockholm, Sverige     | 2 juni 2024          |

## Program
Alla tider är lokal tid (UTC+1)
| Datum        | Tid   | Omgång      |
| ------------ | ----- | ----------- |
| 9 juni 2024  | 12:40 | Försöksheat |
| 10 juni 2024 | 13:15 | Semifinaler |
| 11 juni 2024 | 21:18 | Final       |

## Resultat

### Försöksheat
De 13 snabbaste friidrottarna 0q0 gick vidare till semifinalerna. De 11 högst rankade friidrottarna fick starta i semifinalerna och behövde inte delta i försöksheaten.
| Placering | Heat | Bana | Namn                   | Nationalitet | Tid   | Noteringar |
| --------- | ---- | ---- | ---------------------- | ------------ | ----- | ---------- |
| 1         | 3    | 4    | Nikoleta Jíchová       | Tjeckien     | 54,88 | 0q0, 0=PB0 |
| 2         | 2    | 8    | Eileen Demes           | Tyskland     | 55,25 | 0q0, 0PB0  |
| 3         | 3    | 2    | Yasmin Giger           | Schweiz      | 55,33 | 0q0, 0SB0  |
| 4         | 3    | 3    | Kristiina Halonen      | Finland      | 55,62 | 0q0, 0PB0  |
| 5         | 2    | 6    | Daniela Fra            | Spanien      | 55,71 | 0q0, 0PB0  |
| 6         | 2    | 3    | Paulien Couckuyt       | Belgien      | 55,73 | 0q0        |
| 7         | 3    | 7    | Fatoumata Binta Diallo | Portugal     | 55,81 | 0q0        |
| 8         | 1    | 2    | Sára Mátó              | Ungern       | 55,95 | 0q0        |
| 9         | 3    | 5    | Linda Olivieri         | Italien      | 55,95 | 0q0        |
| 10        | 3    | 8    | Moa Granat             | Sverige      | 55,95 | 0q0, EU23L |
| 11        | 2    | 2    | Daniela Ledecká        | Slovakien    | 56,17 | 0q0, 0SB0  |
| 12        | 1    | 4    | Amalie Iuel            | Norge        | 56,23 | 0q0        |
| 13        | 2    | 9    | Izabela Smolińska      | Polen        | 56,24 | 0q0, 0PB0  |
| 14        | 1    | 3    | Hilla Uusimäki         | Finland      | 56,40 |            |
| 15        | 2    | 5    | Annina Fahr            | Schweiz      | 56,59 | 0SB0       |
| 16        | 2    | 4    | Dimitra Gnafaki        | Grekland     | 56,62 | 0SB0       |
| 17        | 1    | 6    | Vera Barbosa           | Portugal     | 56,81 |            |
| 18        | 1    | 7    | Anna Gryc              | Polen        | 56,91 | 0=PB0      |
| 19        | 3    | 9    | Kelly McGrory          | Irland       | 57,10 | 0PB0       |
| 20        | 3    | 6    | Elisabeth Slettum      | Norge        | 57,16 | 0SB0       |
| 21        | 1    | 8    | Agata Zupin            | Slovenien    | 57,83 |            |
| 22        | 1    | 9    | Mariya Buryak          | Ukraina      | 58,40 |            |
|           | 1    | 5    | Alexandra Ştefania Uţă | Rumänien     | 0DNF0 |            |
|           | 2    | 7    | Janka Molnár           | Ungern       | 0DNS0 |            |

### Semifinaler
De två första i varje heat 0Q0 samt de två snabbaste tiderna 0q0 kvalificerade sig för finalen.
| Placering | Heat | Bana | Namn                   | Nationalitet   | Tid   | Noteringar |
| --------- | ---- | ---- | ---------------------- | -------------- | ----- | ---------- |
| 1         | 2    | 5    | Femke Bol*             | Nederländerna  | 54,16 | 0Q0        |
| 2         | 1    | 6    | Louise Maraval*        | Frankrike      | 54,36 | 0Q0, 0PB0  |
| 3         | 1    | 8    | Lina Nielsen*          | Storbritannien | 54,43 | 0Q0, 0PB0  |
| 4         | 1    | 7    | Ayomide Folorunso*     | Italien        | 54,52 | 0q0, 0SB0  |
| 5         | 3    | 7    | Line Kloster*          | Norge          | 54,56 | 0Q0, 0SB0  |
| 6         | 2    | 7    | Nikoleta Jíchová       | Tjeckien       | 54,59 | 0Q0, 0PB0  |
| 7         | 1    | 4    | Fatoumata Binta Diallo | Portugal       | 54,65 | 0q0, 0NR0  |
| 8         | 3    | 5    | Cathelijn Peeters*     | Nederländerna  | 54,66 | 0Q0        |
| 9         | 3    | 8    | Alice Muraro*          | Italien        | 54,73 | 0PB0       |
| 10        | 2    | 4    | Amalie Iuel            | Norge          | 54,89 | 0=SB0      |
| 11        | 2    | 6    | Viivi Lehikoinen*      | Finland        | 54,92 | 0SB0       |
| 12        | 2    | 8    | Anna Ryzjykova*        | Ukraina        | 54,95 | 0SB0       |
| 13        | 2    | 9    | Linda Olivieri         | Italien        | 54,99 | 0PB0       |
| 14        | 1    | 9    | Yasmin Giger           | Schweiz        | 55,05 | 0PB0       |
| 16        | 2    | 2    | Sára Mátó              | Ungern         | 55,35 | 0PB0       |
| 17        | 1    | 5    | Hanne Claes*           | Belgien        | 55,36 | 0SB0       |
| 18        | 3    | 4    | Eileen Demes           | Tyskland       | 55,64 |            |
| 19        | 1    | 3    | Kristiina Halonen      | Finland        | 55,83 |            |
| 20        | 1    | 2    | Daniela Ledecká        | Slovakien      | 55,83 | 0PB0       |
| 21        | 3    | 2    | Moa Granat             | Sverige        | 55,89 | EU23L      |
| 23        | 3    | 3    | Daniela Fra            | Spanien        | 56,27 |            |
| 22        | 3    | 6    | Jessie Knight*         | Storbritannien | 56,01 |            |
| 15        | 3    | 9    | Paulien Couckuyt       | Belgien        | 55,24 |            |
| 24        | 2    | 3    | Izabela Smolińska      | Polen          | 56,78 |            |

*Friidrottare som fick starta mästerskapet i semifinalen

### Final
| Placering | Bana | Namn                   | Nationalitet   | Tid   | Noteringar |
| --------- | ---- | ---------------------- | -------------- | ----- | ---------- |
| 1         | 6    | Femke Bol              | Nederländerna  | 52,49 | 0MR0, 0VB0 |
| 2         | 7    | Louise Maraval         | Frankrike      | 54,23 | 0PB0       |
| 3         | 9    | Cathelijn Peeters      | Nederländerna  | 54,37 |            |
| 4         | 4    | Nikoleta Jíchová       | Tjeckien       | 54,91 |            |
| 5         | 2    | Ayomide Folorunso      | Italien        | 55,20 |            |
| 6         | 5    | Line Kloster           | Norge          | 55,29 |            |
| 7         | 8    | Lina Nielsen           | Storbritannien | 55,65 |            |
| 8         | 3    | Fatoumata Binta Diallo | Portugal       | 55,65 |            |